# Sophronica coeruleipennis
Sophronica coeruleipennis är en skalbaggsart som beskrevs av Stefan von Breuning 1940. Sophronica coeruleipennis ingår i släktet Sophronica och familjen långhorningar.
Artens utbredningsområde är Gabon. Inga underarter finns listade i Catalogue of Life.